# Cryptophagus arctomyos
Cryptophagus arctomyos is een keversoort uit de familie harige schimmelkevers (Cryptophagidae). De wetenschappelijke naam van de soort werd in 1927 gepubliceerd door Sainte-Claire Deville.